# Berrwiller
Berrwiller település Franciaországban, Haut-Rhin megyében. Lakosainak száma 1275 fő (2022. január 1.). Berrwiller Bollwiller, Soultz-Haut-Rhin, Wattwiller, Staffelfelden, Hartmannswiller és Uffholtz községekkel határos.

## Népesség
A település népességének változása:
| Lakosok száma | 1179 | 1183 | 1223 | 1192 | 1196 | 1195 | 1204 | 1257 | 1275 |
|               | 2013 | 2015 | 2016 | 2017 | 2018 | 2019 | 2020 | 2021 | 2022 |